# Block Buster!
Block Buster! is een popsong van de Britse popgroep The Sweet. Deze popsong werd in Nederland in 1973 uitgebracht. Het werd (na Funny, Funny en Poppa Joe) de 3e nummer 1-hit in de Nederlandse Top 40 en de Daverende Dertig. In het eigen (Britse) thuisland werd dit hun eerste en enige nummer 1-hit.
De popsong Block Buster! start met sirenes. Dit is een verwijzing naar blockbuster, het waarschuwingssignaal voor Duitse bommenwerpers uit de Tweede Wereldoorlog boven Londen. De song gaat echter over Buster, een man met lang haar, die moet worden gestopt ("Block Buster"). Buster kaapt immers jouw vrouw onder jouw neus vandaan.

## Hitnoteringen

### Nederlandse Top 40
| "Block Buster!" in de Nederlandse Top 40 - binnen 20-01-1973 | "Block Buster!" in de Nederlandse Top 40 - binnen 20-01-1973 | "Block Buster!" in de Nederlandse Top 40 - binnen 20-01-1973 | "Block Buster!" in de Nederlandse Top 40 - binnen 20-01-1973 | "Block Buster!" in de Nederlandse Top 40 - binnen 20-01-1973 | "Block Buster!" in de Nederlandse Top 40 - binnen 20-01-1973 | "Block Buster!" in de Nederlandse Top 40 - binnen 20-01-1973 | "Block Buster!" in de Nederlandse Top 40 - binnen 20-01-1973 | "Block Buster!" in de Nederlandse Top 40 - binnen 20-01-1973 | "Block Buster!" in de Nederlandse Top 40 - binnen 20-01-1973 | "Block Buster!" in de Nederlandse Top 40 - binnen 20-01-1973 | "Block Buster!" in de Nederlandse Top 40 - binnen 20-01-1973 | "Block Buster!" in de Nederlandse Top 40 - binnen 20-01-1973 | "Block Buster!" in de Nederlandse Top 40 - binnen 20-01-1973 | "Block Buster!" in de Nederlandse Top 40 - binnen 20-01-1973 |
| Week                                                         | 1                                                            | 2                                                            | 3                                                            | 4                                                            | 5                                                            | 6                                                            | 7                                                            | 8                                                            | 9                                                            | 10                                                           | 11                                                           | 12                                                           | 13                                                           |                                                              |
| ------------------------------------------------------------ | ------------------------------------------------------------ | ------------------------------------------------------------ | ------------------------------------------------------------ | ------------------------------------------------------------ | ------------------------------------------------------------ | ------------------------------------------------------------ | ------------------------------------------------------------ | ------------------------------------------------------------ | ------------------------------------------------------------ | ------------------------------------------------------------ | ------------------------------------------------------------ | ------------------------------------------------------------ | ------------------------------------------------------------ | ------------------------------------------------------------ |
| Nummer                                                       | 13                                                           | 3                                                            | 1                                                            | 1                                                            | 1                                                            | 1                                                            | 2                                                            | 5                                                            | 11                                                           | 12                                                           | 18                                                           | 28                                                           | 38                                                           | uit                                                          |

### Single Top 100
| "Block Buster!" in de Nederlandse Daverende 30 - binnen: 20-01-1973 | "Block Buster!" in de Nederlandse Daverende 30 - binnen: 20-01-1973 | "Block Buster!" in de Nederlandse Daverende 30 - binnen: 20-01-1973 | "Block Buster!" in de Nederlandse Daverende 30 - binnen: 20-01-1973 | "Block Buster!" in de Nederlandse Daverende 30 - binnen: 20-01-1973 | "Block Buster!" in de Nederlandse Daverende 30 - binnen: 20-01-1973 | "Block Buster!" in de Nederlandse Daverende 30 - binnen: 20-01-1973 | "Block Buster!" in de Nederlandse Daverende 30 - binnen: 20-01-1973 | "Block Buster!" in de Nederlandse Daverende 30 - binnen: 20-01-1973 | "Block Buster!" in de Nederlandse Daverende 30 - binnen: 20-01-1973 | "Block Buster!" in de Nederlandse Daverende 30 - binnen: 20-01-1973 | "Block Buster!" in de Nederlandse Daverende 30 - binnen: 20-01-1973 | "Block Buster!" in de Nederlandse Daverende 30 - binnen: 20-01-1973 |
| Week                                                                | 1                                                                   | 2                                                                   | 3                                                                   | 4                                                                   | 5                                                                   | 6                                                                   | 7                                                                   | 8                                                                   | 9                                                                   | 10                                                                  | 11                                                                  |                                                                     |
| ------------------------------------------------------------------- | ------------------------------------------------------------------- | ------------------------------------------------------------------- | ------------------------------------------------------------------- | ------------------------------------------------------------------- | ------------------------------------------------------------------- | ------------------------------------------------------------------- | ------------------------------------------------------------------- | ------------------------------------------------------------------- | ------------------------------------------------------------------- | ------------------------------------------------------------------- | ------------------------------------------------------------------- | ------------------------------------------------------------------- |
| Nummer                                                              | 10                                                                  | 3                                                                   | 1                                                                   | 1                                                                   | 1                                                                   | 2                                                                   | 2                                                                   | 6                                                                   | 11                                                                  | 17                                                                  | 27                                                                  | uit                                                                 |

### NPO Radio 2 Top 2000
| Nummer met noteringen in de NPO Radio 2 Top 2000 | '00 | '01 | '02 | '03 | '04 | '05 | '06  | '07  | '08 | '09  | '10  | '11 | '12  |
| ------------------------------------------------ | --- | --- | --- | --- | --- | --- | ---- | ---- | --- | ---- | ---- | --- | ---- |
| Block Buster!                                    | 289 | 199 | 879 | 653 | 591 | 613 | 1124 | 1610 | 832 | 1787 | 1652 | -   | 1954 |

1. ↑  Een '-' betekent dat het nummer niet was genoteerd en een vetgedrukt getal geeft de hoogste notering aan.
2. ↑  2000 was het eerste jaar met een notering voor dit nummer.
3. ↑  Deze tabel is bijgewerkt tot en met de laatste editie (2024).